# La Douze
La Douze är en kommun i departementet Dordogne i regionen Nouvelle-Aquitaine i sydvästra Frankrike. Kommunen ligger i kantonen Saint-Pierre-de-Chignac som tillhör arrondissementet Périgueux. År 2022 hade La Douze 1 147 invånare.

## Befolkningsutveckling
Antalet invånare i kommunen La Douze
Referens:INSEE